# Simona Renata Baldassarre
Simona Renata Baldassarre (Giurdignano, 12 novembre 1970) è una politica italiana.

## Biografia
Si è diplomata al liceo scientifico con opzione linguistica di Maglie e in seguito ha conseguito la laurea in medicina presso l'Università Cattolica del Sacro Cuore di Roma, specializzandosi in medicina del lavoro e in medicina estetica.

### Attività politica
Nel 2013 è stata eletta consigliere municipale a Roma. 
È considerata vicina alle associazioni ultracattoliche, tra cui CitizenGo e Family day.
A seguito delle elezioni europee del 23-26 maggio 2019 è diventata eurodeputata nella IX legislatura, candidata con la Lega, del segretario Matteo Salvini.
Al parlamento europeo ha aderito al gruppo Identità e Democrazia, il gruppo politico sovranista di destra ed estrema destra di nuova formazione.
Nell'ambito della discussione sull'assistenza umanitaria nel Mediterraneo si è espressa contro l'apertura dei porti alle navi di soccorso dei migranti.
Durante la sua attività parlamentare ha votato contro il rapporto sulla salute riproduttiva delle donne e si è espressa contro la maternità surrogata.
Ha partecipato alla manifestazione di Roma organizzata dall'associazione antiabortista Marcia per la Vita. Si è espressa pubblicamente contro l'adozione del disegno di legge contro omotransfobia, il riconoscimento dell'adozione e della genitorialità in favore delle persone omosessuali.

### Assessore in regione Lazio
Il 13 marzo 2023 viene nominata assessore della regione Lazio con deleghe a cultura e politiche giovanili nella giunta del neopresidente Francesco Rocca.